# 好莱坞永恒公墓
好莱坞永恒公墓（Hollywood Forever Cemetery）是位于美国加利福尼亚州洛杉矶圣莫尼卡大道的一座公墓，很多美国娱乐界名人安葬于此。此外該公墓內還有殡仪馆、火葬场。

## 历史
它建立于1899年，当时占地100英畝（40公頃），名为好莱坞公墓（Hollywood Cemetery）。

## 扩展阅读
- Masek, Mark.  Kindle. 2011. ISBN 978-1452469980.
- Stevens, E.J.; Stevens, Kim. . Columbia, SC: Arcadia Press (Images of America). 2017. ISBN 978-1467125864.